# Albor Tholus
Albor Tholus est un volcan dôme situé sur la planète Mars par 18,8° N et 150,4° E dans le quadrangle d'Elysium. Large de 170 km, il culmine à près de 3 750 m d'altitude au-dessus du niveau de référence martien et d'environ 4 500 m au-dessus d'Elysium Planitia. Ce volcan possède une caldeira d'environ 35 km de diamètre et de l'ordre de 3 000 m de profondeur. Ses flancs sont convexes, avec une inclinaison moyenne de 5°, tandis que les parois de la caldeira présentent des pentes inclinées en moyenne de 20°, localement jusqu'à 35°.

## Géographie et géologie
Albor Tholus se trouve au sud-est d'Elysium Mons, près du centre d'Elysium Planitia, seconde province volcanique de Mars, qui regroupe également Hecates Tholus au nord et Apollinaris Mons à l'extrême sud-est.
|                                         |  |                                         |
| Topographie d'Albor Tholus par le MOLA. |  | Fossés d'effondrement sur Albor Tholus. |

Les datations réalisées sur la caldeira indiquent trois épisodes d'activité à l'Amazonien, achevés autour de 2,15 Ga, 1,65 Ga et 470 Ma ; la formation du volcan lui-même est certainement bien plus ancienne, probablement au début de l'Hespérien, voire à la fin du Noachien comme Elysium Mons.
Compte tenu de la morphologie de l'édifice, en forme de dôme aux pentes fortement décroissantes de la base au sommet, il pourrait s'agir d'un stratovolcan, plus effusif — et donc moins explosif — qu'Apollinaris Mons.

## Description
Albor Tholus a des pentes lisses, légèrement accidentées. Le contact avec la plaine se fait au sud et à l’ouest par deux dépressions (Elysium Fossae et Elysium Catena), au nord par un escarpement. Seule la marge Est reste indistincte de la plaine qui l’entoure. Des dépressions concentriques à la caldeira cernent le volcan à une distance d’au moins 70 kilomètres, à l’ouest et au sud. Enfin, notons la petite densité des cratères de 3 à 10 kilomètres de diamètre. Un petit cratère de huit kilomètres de diamètre entaille la couronne nord de la caldeira. De celle-ci partent quelques faibles linéaments radiaux et quelques timides dépressions sur les pentes.

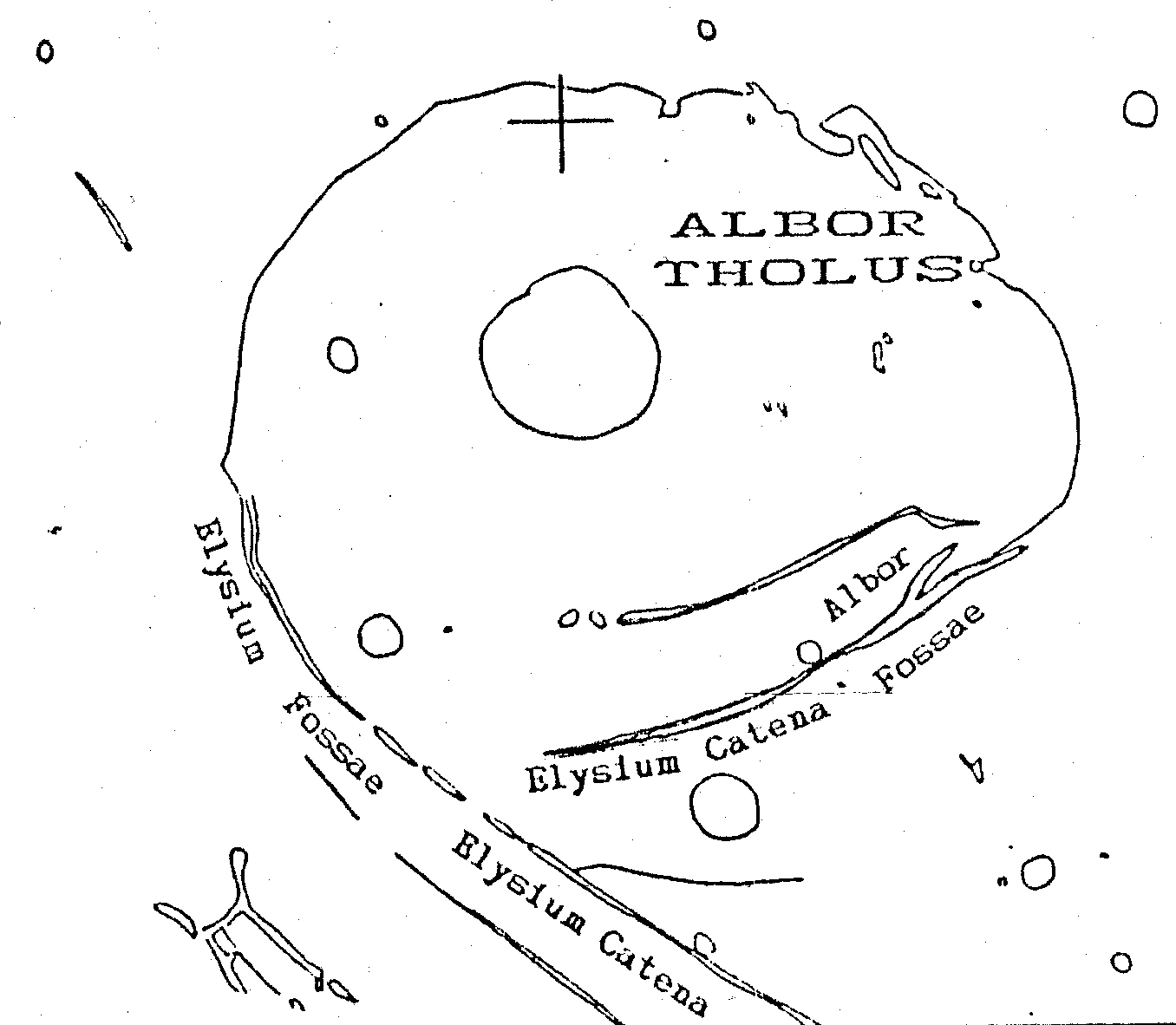
Toponymie d'Albort Tholus. Les fractures et dépressions occupent la partie sud du volcan.